# Brahistocronă

Compararea vitezelor pe diverse curbe

Brahistocrona (în greacă: brahistos "cel mai scurt", chronos "timp") este o curbă așezată în plan vertical, de-a lungul căreia un punct material, care se mișcă fără frecare sub acțiunea gravitației, parcurge în cel mai scurt timp distanța între două puncte date.
Problema curbei brahistocrone a fost considerată încă din antichitate.
Studiul a fost reluat mai târziu de Galileo Galilei, ca Jean Bernoulli în 1696 să obțină un tip de rezolvare.
Rezolvarea riguroasă a acestei probleme a fost adusă de calculul variațional.
Un exemplu de curbă brahistocronă îl constituie cicloida.